# Коц-Готлиб, Кристина Валерьевна
Кристи́на Вале́рьевна Коц-Го́тлиб (укр. Христи́на Вале́ріївна Коц-Го́тліб; род. 2 мая 1983, Донецк) — украинская модель и певица, бывшая участница женской поп-группы «ВИА Гра» (2006 год), обладательница титула «Мисс Украина Вселенная» (2009).

## Биография
Кристина Коц-Готлиб родилась 2 мая 1983 года в городе Донецк. Первый ребёнок в семье, имеет младшую сестру Надежду (род. 19 апреля 1986 года). Её отец — поволжский немец, занятый угольной промышленностью. Мать — Светлана Александровна. С детства занималась танцами, художественной гимнастикой и стала мастером спорта. Когда Кристине было 15 лет, она победила в городском конкурсе красоты и таланта. После окончания школы Кристина стала студенткой Донецкого национального университета экономики и торговли имени Михаила Туган-Барановского, факультет «Международная экономика». Затем получила второе высшее образование в Киевском национальном университете имени Тараса Шевченка, факультет «Правоведения».
Будучи студенткой экономического вуза, Кристина стала участвовать в конкурсах красоты, где завоевала многочисленные титулы. Среди них: «Мисс Донбасс-2003», номинация «Мисс Донецк»; «Мисс Донбасс 2004», номинация «Вице-мисс Десятилетия»; «Miss international Black Sea 2003». Модельная карьера развивалась так же стремительно. Кристина участвовала в фестивале моды «Moda-Lux-2004» в «Донбасс Паласе», работала в дефиле от бутиков «Пани & мода», «Mexx», в дефиле Дианы Дорожкиной. Снималась в программе «Что новенького» телеканала «12 канал» от различных бутиков. Окончила ДонНУЭТ с отличием, выполнила программу мастера спорта по художественной гимнастике, получила отличный диплом магистра международной экономики. После окончания начала активно заниматься вокалом, хореографией, брала уроки актёрского мастерства.

## Творчество

### ВИА Гра
В конце 2005 года из группы «ВИА Гра» уходит Надежда Грановская. Продюсеры группы устраивают кастинг, который Кристина успешно проходит. Там же продюсеры заключают контракт с Кристиной на пять лет. В январе 2006 года «ВИА Гра» предстала в обновлённом составе: Вера Брежнева, Альбина Джанабаева и Кристина Коц-Готлиб.
В феврале 2006 года трио снимает дебютный для Кристины клип на песню «Обмани, но останься». Первое выступление Кристины в составе группы состоялось в Киеве 24 марта в клубе «Оазис». В обновленном составе группа снялась в фотосессии для майского номера мужского журнала «XXL». В апреле 2006 года девушка покидает коллектив.

### Мисс Украина Вселенная 2009
В 2009 году Кристина принимала участие в конкурсе «Мисс Украина Вселенная 2009». Из 150 было отобрано 50 девушек, из которых Саша Николаенко, владелица конкурса, отобрала 30 полуфиналисток. Кристина прошла оба этапа отбора и попала в финал. В финале зрители решали судьбу участниц. 10 лучших девушек получали право бороться за корону «Мисс Украина Вселенная 2009», если они получали максимальное число голосов Интернет-сообщества. Остальных добирали национальный комитет «МУВ» и сами участницы. Кристина попала в пятерку лучших девушек, получив около 5 с половиной тысяч голосов публики. Последним испытанием стало решение жюри, которое должно было из 25 девушек оставить 15 самых лучших. В состав жюри входили фотограф Дмитрий Перетрутов и модельер Анжела Лисица, долгое время сотрудничавшие с группой ВИА Гра.
Финал конкурса «Мисс Украина Вселенная 2009» состоялся в Киеве 20 февраля в концерт-холле «FreeДом». Состав жюри: ювелир Сергей Цюпко, издатель Ярослав Гресь, российские актёры Сергей Жигунов и Светлана Светличная, владелица конкурса «Мисс Украина-Вселенная» Александра Николаенко и сын миллиардера Дональда Трампа — Эрик Трамп. Войдя в число 15 финалисток, Кристина одержала победу и получила корону, ленту, диплом, автомобиль «Мерседес-Бенц», трехлетний контракт с «Мисс Украина-Вселенная», годовую стипендию (5000 долларов в месяц), поездку в Париж и право представлять Украину на конкурсе «Мисс Вселенная 2009».

### Мисс Вселенная 2009
Победа в национальном конкурсе позволила Кристине принять участие в международном конкурсе «Мисс Вселенная 2009». Финал 58-го по счету конкурса состоялся 23 августа на Багамских островах в отеле Atlantis Paradise Island. Участие в конкурсе принимали представительницы 84 стран, но только 15 из них имели право побороться в финале за громкий титул.
В течение трех недель проходили этапы конкурса: шоу национальных костюмов, шоу бикини, дефиле а вечерних платьях. Для Шоу национальных костюмов все участницы шьют костюмы, основываясь на традициях своей страны. Кристина Коц-Готлиб предстала в платье «Лебедь» от киевского дизайнера Сергея Ермакова. Победу в конкурсе одержать не удалось.

### Queens
В апреле 2017 года стало известно о том, что группа Queens, состоявшая из Ольги Романовской, Санты Димопулос и Татьяны Котовой, сменила состав. В обновлённый состав вошли Кристина и ещё две девушки. Впервые в новом составе группа выступила на Top Disco Pop. 10 февраля 2020 года вышел клип «Талисман» с участием Кристины, а на следующий день был презентован новый состав.

## Сольная карьера
После увольнения из группы возвращением в шоу-бизнес стало участие в съемках клипа Богдана Титомира «Делай как я» в 2007 году. Кристина провела несколько фотосессий у известных фотографов. Кристина вернулась к карьере модели и стала лицом агентства «KOLTSO model agency». В начале января 2014 года выпустила сольный видеоклип на песню «Trust your heart». Режиссёром клипа стал Валентин Гросу.

## Дискография

### CD и DVD, вышедшие после ухода Кристины из группы
- Лучшие песни
- Эмансипация

### Синглы

#### В составе «ВИА Гры»
- Обмани, но останься

#### Сольно
- Trust your heart

## Видеография
| Год                           | Клип                              | Режиссёр                   | Альбом                     |
| В составе группы «ВИА Гра»    | В составе группы «ВИА Гра»        | В составе группы «ВИА Гра» | В составе группы «ВИА Гра» |
| ----------------------------- | --------------------------------- | -------------------------- | -------------------------- |
| 2006                          | «Обмани, но останься»             | Семен Горов                | «Поцелуи»                  |
| В составе группы Queens       |                                   |                            |                            |
| 2018                          | «Мой Король feat. Николай Басков» | Sergey Bakinski            | без альбома                |
| 2019                          | «Шифровальщик»                    | Евгений Корчагин           | без альбома                |
| 2020                          | «Талисман»                        | Сергей Ткаченко            | без альбома                |
| Сольная карьера               |                                   |                            |                            |
| 2014                          | «Trust your heart»                | Валентин Гросу             | будущий альбом             |
| Участие у других исполнителей |                                   |                            |                            |
| 2007                          | «Делай как я» (Богдан Титомир)    | Владимир Лерт              | без альбома                |